# Neato raveni
Neato raveni är en spindelart som beskrevs av Norman I. Platnick 2002. Neato raveni ingår i släktet Neato och familjen Gallieniellidae.
Artens utbredningsområde är Queensland. Inga underarter finns listade i Catalogue of Life.